# 5919 Patrickmartin
Az 5919 Patrickmartin (ideiglenes jelöléssel 1991 PW12) a Naprendszer kisbolygóövében található aszteroida. Henry Holt fedezte fel 1991. augusztus 5-én.